# Maider Unda
Maider Unda González de Audicana (Vitoria, 2 de julio de 1977) es una deportista española que compitió en lucha libre.
Participó en dos Juegos Olímpicos de Verano, obteniendo una medalla de bronce en Londres 2012, en la categoría de 72 kg, y un diploma de quinto lugar en Pekín 2008.
Ganó una medalla de bronce en el Campeonato Mundial de Lucha de 2009 y tres medallas en el Campeonato Europeo de Lucha entre los años 2010 y 2013.

## Biografía
Se inició en los deportes de combate con 9 años en un gimnasio de la localidad vizcaína de Ochandiano. Primero practicó sambo, pero a los 11 años se decantó por la lucha libre olímpica. Siendo un deporte casi exclusivamente practicado por hombres, durante muchos años Maider tuvo que ejercitarse enfrentándose a chicos, lo que contribuyó a desarrollar su capacidad de lucha y su fuerza. Entre sus compañeros de entrenamiento en Ochandiano se encontraba Koikili Lertxundi, exfutbolista del Athletic.
Aunque Maider estudió Electrónica, tras la jubilación de sus padres, tomó junto con su hermana las riendas del negocio familiar de elaboración de queso Idiazábal, labor que compatibilizó con la lucha libre.
Después de casi 20 años compitiendo entre la élite de este deporte, se retiró en noviembre de 2016, tras no clasificarse para los Juegos Olímpicos de Río de Janeiro 2016.

### Dominadora de la lucha femenina en España
En España comenzaron a realizarse campeonatos nacionales de lucha femenina por primera vez en 1998. Desde entonces Maider fue la dominadora absoluta de la categoría de más peso de la lucha femenina en España: en total obtuvo hasta su última participación en 2015, 15 campeonatos de España, siendo la luchadora con más títulos de España en su palmarés.

### Campeonatos internacionales
Es la luchadora española con mayor proyección internacional. Fue medalla de bronce en el Mundial de 2009, medalla de plata en el Europeo de 2013, y de bronce en el Europeo de 2010 y en el Europeo de 2012.
En 2012 obtuvo su mejor resultado internacional, el tercer lugar en los Juegos Olímpicos de Londres 2012, en la categoría de 72 kg (la primera medalla olímpica de España en lucha). Ganó con superioridad su primer combate ante la colombiana Ana Talía Betancur; en los cuartos de final se cruzó con la mongola Ochirbatyn Burmaa, a la que ganó en el tercer asalto por un punto. En semifinales se enfrentó a una de las favoritas, la búlgara Stanka Zlateva, con la que perdió al no sumar ningún punto. En el combate por la medalla de bronce mantuvo bajo control a la bielorrusa Vasilisa Marzaliuk, consiguiendo en el primer asalto un punto por derribo y en el segundo otro punto por sacar del tapiz a su rival, ganando por 2-0 para alzarse con la medalla de bronce.

## Palmarés internacional
| Juegos Olímpicos   | Juegos Olímpicos      | Juegos Olímpicos  | Juegos Olímpicos |
| Año                | Lugar                 | Medalla           | Categoría        |
| ------------------ | --------------------- | ----------------- | ---------------- |
| 2012               | Londres (Reino Unido) | Medalla de bronce | 72 kg            |
| Campeonato Mundial |                       |                   |                  |
| Año                | Lugar                 | Medalla           | Categoría        |
| 2009               | Herning (Dinamarca)   | Medalla de bronce | 72 kg            |
| Juegos Europeos    |                       |                   |                  |
| Año                | Lugar                 | Medalla           | Categoría        |
| 2015               | Bakú (Azerbaiyán)     | Medalla de bronce | 75 kg            |
| Campeonato Europeo |                       |                   |                  |
| Año                | Lugar                 | Medalla           | Categoría        |
| 2010               | Bakú (Azerbaiyán)     | Medalla de bronce | 72 kg            |
| 2012               | Belgrado (Serbia)     | Medalla de bronce | 72 kg            |
| 2013               | Tiflis (Georgia)      | Medalla de plata  | 72 kg            |

## Reconocimientos
- En la XXIII Gala del Deporte Alavés 2016 se le entregó la Insignia de Oro a su brillante trayectoria deportiva.[12]
- Medalla de Plata al Mérito Deportivo concedida por el Consejo Superior de Deportes.[13]
- Premio Internacional de la Gala de la Noche Deportiva de Mollet del Vallés de 2013, por el bronce conseguido en Londres.[14]
- Premios 2012 de la Fundación Sabino Arana, reconocimiento concedido a las mujeres Olímpicas Vascas en el Teatro Arriaga de Bilbao.[14]
- Premio a la mejor deportista del año 2012, en la Gala del Deporte organizada por el diario El Correo celebrada en Muskiz.[14]